# NGC 2838
NGC 2838 is een elliptisch sterrenstelsel in het sterrenbeeld Lynx. Het hemelobject werd op 18 maart 1787 ontdekt door de Duits-Britse astronoom William Herschel.

## Synoniemen
- MCG 7-19-61
- ZWG 209.55
- NPM1G +39.0203
- PGC 26434